# Галерея на площади Скала
Галерея на площади Скала (итал. Gallerie di piazza della Scala), или Галерея Италия — площадь Скала (итал. Gallerie d'Italia — Piazza Scala) — художественный музей в городе Милан в Италии. Основан 3 ноября 2011 года банковской группой Интеза Санпаоло и Фондом Карипло. Расположен во дворце Ангуиссола Антона Траверси и дворце Брентани Греппи на улице Мандзони и дворце Коммерческого банка Италии на площади Скала. Собрания музея включают произведения итальянского искусства XIX—XX веков.
Собрания произведений итальянского искусства XIX века представлены в музее коллекциями «От Кановы до Боччони» фонда Карипло и банковской группы Интеза Санпаоло, которая включает тринадцать гипсовых барельефов работы Антонио Кановы, вдохновленных произведениями Гомера, Вергилия и Платона, четыре шедевра работы Умберто Боччони, имеющими фундаментальное значение для понимания решающего перехода от дивизионизма к футуризму, полотна Франческо Айеца, Франческо Филиппини, Джироламо Индуно, Себастьяно Де Альбертиса и Джузеппе Мольтени.
Собрания произведений итальянского искусства XX века представлены в музее коллекциями «Кантьере 900.2» банковской группы «Интеза Санпаоло», которая также включает четыре шедевра Умберто Боччони и полотна Джакомо Балла, Карло Карра, Джорджо де Кирико, Акилле Фуни, Марио Мафаи, Марио Сирони, Оттоне Розаи, Армандо Спадини, Артуро Този, Джиджотти Дзанини.
Собрания произведений итальянского искусства XIX века разделены на тринадцать экспозиций:
- 1—4 залы: «Барельефы Реццонико» — тринадцать гипсовых слепков работы Антонио Кановы;
- 5 зал: «Айец и великие темы романтизма. Между исторической живописью и мелодрамой» — четыре картины кисти Франческо Айеца — «Последняя встреча Якопо Фоскари с семьёй» (1838—1840), «Папа Урбан II на площади Клермона проповедует первый крестовый поход» (1835), «Смерть Абрадата» (1813) и «Валенца Градениго перед инквизиторами» (1835);
- 6—7 залы: «Мильяра и очарование живописных памятников старины. Молтени, Рондзони, Пиччо, Инганни — главные герои ломбардского романтизма» — двадцать две картины кисти Джованни Мильяра, Джузеппе Мольтени, Пьетро Рондзони, Теодолинды Сабаино Мильяра, Анджело Инганни, Джованни Карновалли (по прозвищу Пиччо);
- 8—9 залы: «Индуно, Де Альбертис и великая эпопея Рисорджименто» — четырнадцать картин кисти Джироламо Индуно, Себастьяно Де Альбертиса, Эмилио Маджистретти;
- 10—13 залы: «Образ Милана в панораме и перспективе. Собор» — двадцать пять картин кисти Джованни Мильяра, Карло Канелла, Помпео Кальви, Луиджи Бизи, Артуро Феррари, Луиджи Премацци, Анджело Трезини, Луиджи Росси, Федерико Моджа, Винченцо Аббати, Фаусто Антоньоли, Луиджи Керена;
- 14 зал: «Образ Милана. Популярное очарование Навильи» — двенадцать картин кисти Джузеппе Канелла, Джузеппе Элена;
- 15 зал: «Ломбардский пейзаж. Между поэтическим предложением Мандзони и поиском истины» — двадцать одна картина кисти Джузеппе Канелла, Эудженьо Джиньоуса, Джироламо Индуно, Сильвио Пома, Помпео Мариани;
- 16 зал: «Возрождение восемнадцатого века в буржуазной гостиной» — шесть картин кисти Джироламо Индуно, Франческо Валаперта, Элеутерьо Пальяно, Гаэтано Превиати, скульптура работы Винченцо Вела;
- 17—19 залы: «Жанровая живопись. Сцены из жизни народа» — двадцать восемь картин кисти Доменико Индуно, Филиппо Палицци, Франческо Манчини, Джакомо Фавретто, Мозе Бьянки, Джованни Сегантини, Филиппо Каркано, Джованни Соттокорнола, Эмилио Гола, Винченцо Иролли, Винченцо Мильяро, Антонио Манчини;
- 18 зал: «От маккьяйоли до дивизионистов. Настоящие атмосферные эксперименты» — четырнадцать картин кисти Телемако Синьорини, Лоренцо Деллеани, Мозе Бьянки, Джованни Больдини, Плинио Номеллини, Луиджи Конкони;
- 19—20 залы: «Альпийская живопись. От поэтики возвышенного до пейзажа как выражения ощущений и эмоций» — шестнадцать картин кисти Эрколе Кальви, Карло Манчини, Франческо Ньекки, Лоренцо Джиньоуса, Акилле Формиса, Мозе Бьянки, Франческо Филиппини, Филиппо Каркано, Эмилио Лонгони, Карло Крессини;
- 21—22 залы: «Символизм. Между природой и аллегорией» — семнадцать картин кисти Луиджи Росси, Алессандро Миледзи, Чезаре Лауренти, Леонардо Баццаро, Франческо Лояконо, Анджело Морбелли, Филиппо Каркано, Бартоломео Джулиано, Гаэтано Превиати, Эмилио Гола, Джулио Аристиде Сарторио;
- 23 зал: «Боччони. От дивизионизма к футуризму» — четыре картины кисти Умьерто Боччони — «Три женщины (мать, сестра и модель Инес)» (1909—1910), «Мастерские на воротах Порта-Романа» (1910), «Женщина в саду» (1910), «Деревня с деревьями и ручьем» (1908).

Собрания произведений итальянского искусства XX века разделены на две части по шесть секций в каждой.